# Duc de crinera
El duc de crinera (Jubula lettii) és una espècie d'ocell de la família dels estrígids (Strigidae) i única espècie del gènere Jubula. Habita la selva humida africana, a Libèria, Costa d'Ivori, Ghana, sud de la República Centreafricana, Camerun, Guinea Equatorial, el Gabon, República del Congo i nord, sud i est de la República Democràtica del Congo. El seu estat de conservació na ha estat evaluat degut a les dades insuficients